# Вимоль-при-Предграду
Вимоль-при-Предграду (словен. Vimolj pri Predgradu) — поселення в общині Кочев'є, регіон Південно-Східна Словенія, Словенія. Висота над рівнем моря: 467,5 м.